# Hoplismenus polyleucos
Hoplismenus polyleucos là một loài tò vò trong họ Ichneumonidae.